# Hannah Soar
Pour les articles homonymes, voir Soar.
Hannah Soar, née le 4 juin 1999 à Somers (Connecticut), est une skieuse acrobatique américaine spécialisé en ski de bosses. Elle a notamment participé aux Jeux olympiques d'hiver à Pékin et terminé troisième du classement de coupe du monde de ski de bosses.

## Biographie
Hannah Soar naît le 4 juin 1999 à Somers dans le Connecticut. Elle apprend le ski dès l'âge de dix-huit mois et découvre les bosses à trois ans, à Killington dans le Vermont,. Elle fait sa première apparition sur le circuit FIS de ski acrobatique en décembre 2013 à Winter Park, à l'âge de dix-huit ans, le même hiver elle court aussi sur le circuit nord-américain puis en fin de saison participe à ses premiers championnats nationaux,. 
En avril 2016 elle participe à ses premiers Championnats du monde juniors à Åre. Elle se classe cinquième de l'épreuve de ski de bosses (remportée par Perrine Laffont) et onzième de celle de ski de bosses en parallèle (remportée par Hinako Tomitaka (de)).
Elle fait ses débuts en Coupe du monde lors de la saison suivante, les 2 et 4 février 2017, à l'occasion des épreuves de Deer Valley dont elle se classe respectivement dix-neuvième (ski de bosses) et quinzième (ski de bosse en parallèle). Elle enchaîne avec son premier podium en coupe nord-américaine, deuxième à Val Saint-Côme. Puis elle termine cette nouvelle saison par une nouvelle participation aux mondiaux junior, où elle se classe onzième de l'épreuve de ski de bosses (remportée par Trudy Mickel) et huitième de celle de ski de bosses en parallèle (remportée par Olivia Giaccio (en)). Sa saison 2017-2018 est marquée par une première victoire sur le circuit nord-américain à Park City le 3 mars 2018, puis par une dernière participation aux mondiaux juniors à Duved. Elle remporte également les deux titres, simple et parallèle, aux championnats d'Amérique Junior.
Le 26 janvier 2019 Hannah Soar intègre pour la première fois le top-10 lors d'une épreuve de Coupe du monde à l'occasion de l'épreuve de ski de bosses du Mont Tremblant. Elle termine la saison par ses deux premiers podiums lors des championnats des États-Unis : deuxième de l'épreuve de bosses et troisième des bosses en parallèle, toutes deux remportée par Jaelin Kauf,,,.
La deuxième étape de la Coupe du monde 2019-2020 se déroule à Thaiwoo, en Chine. Elle termine dixième de l'épreuve de ski de bosses, puis le 15 décembre 2023 elle décroche son premier podium lors de l'épreuve de bosses en parallèle, derrière Périne Laffont et Jaelin Kauf, et en battant Kisara Sumiyoshi (de) lors de la petite finale,. Deux mois plus tard (le 8 février 2020) elle accède à sa première finale de bosses en parallèle à Deer Valley et s'incline face à Justine Dufour-Lapointe,. Forte de ces deux premiers podiums, Soar termine la saison à la cinquième place du classement des épreuves de ski de bosses remporté par Perrine Laffont.
Lors de la saison suivante elle comptabilise deux nouveaux podiums de Coupe du monde : troisième des bosses d'Idre puis comme l'année précédente deuxième des bosses parallèle de Deer Valley pour un podium 100% américain. Ses bons résultats lui permettent d'obtenir pour la première fois la troisième place du classement « ski de bosses général » en fin de saison, Perrine Laffont et Anri Kawamura,. La saison la voit aussi participer à ses premiers Championnats du monde séniors à Almaty (au Kazakhstan). Elle y termine dixième de l'épreuve de ski de bosses et sixième de celle de ski de bosses en parallèle.
Soar ne renoue pas avec les podiums mondiaux en 2021-2022 mais participe à ses premiers Jeux olympiques à Pékin,. Elle termine septième de l'épreuve de ski de bosses remportée par Jakara Anthony, aux portes de la super-finale,, (il n'y a pas d'épreuve de ski de bosses en parallèle lors de cette édition).
Lors de la saison 2022-2023, elle termine troisième des bosses en parallèle de Deer Valley, son troisième podium en quatre ans dans la station de l'Utah. Elle participe également aux Mondiaux de Bakouriani ou après la huitième place de l'épreuve de ski de bosses, elle atteint les demies finales de l’épreuve de bosses en parallèle. Elle les perd face à sa compatriote Jaelin Kauf, avant de s'incliner en petite finale contre Avital Carroll,.

## Palmarès

### Jeux olympiques
Hannah Soar a participé à une édition des Jeux olympiques, à Pékin en 2022.
| Épreuve / Édition | Bosses |
| ----------------- | ------ |
| JO 2022 Pékin     | 7e     |

### Coupe du monde
- Meilleur classement général (classement établi pour la dernière fois en 2020) : 16e en 2019-2020[16]
- Meilleur classement en ski de bosses : 3e en 2020-2021[16]
- 8 podiums[26].

#### Différents classements en Coupe du monde
Jusqu'en 2020, ski de bosses simple et parallèle comptent dans un même classement pour la Coupe du monde de ski acrobatique, et par ailleurs il existe un classement général à l'ensemble des disciplines du ski acrobatique. À partir de 2021 ce classement général unique est remplacé par plusieurs classements généraux, Bosses, Saut, Skicross et Freeski/Park&Pipe. À partir de la saison 2021-2022 il existe (à nouveau) deux classements distinct pour le ski de bosses et le ski de bosses en parallèle (distinction apparue pour la première fois lors de la Coupe du monde de ski acrobatique 1995-1996, disparue et réapparue plusieurs fois depuis), et un classement « général » regroupant les deux.
| Année/Classement | Général | Général | Bosses général | Bosses général | Bosses simple | Bosses simple | Bosses parallèle | Bosses parallèle |
| ---------------- | ------- | ------- | -------------- | -------------- | ------------- | ------------- | ---------------- | ---------------- |
| Année/Classement | Class.  | Points  | Class.         | Points         | Class.        | Points        | Class.           | Points           |
| 2017             | 178e    | 2,55    | 36e            | 28             | -             | -             | -                | -                |
| 2019             | 85e     | 13,22   | 18e            | 119            | -             | -             | -                | -                |
| 2020             | 16e     | 42,30   | 5e             | 423            | -             | -             | -                | -                |
| 2021             | -       | -       | 3e             | 250            | -             | -             | -                | -                |
| 2022             | -       | -       | 8e             | 325            | 8e            | 187           | 5e               | 128              |
| 2023             | -       | -       | 10e            | 295            | 12e           | 147           | 9e               | 148              |

#### Podiums
Hannah Soar totalise six podiums en Coupe du monde.
| Date             | Lieu              | Place | Discipline          |
| ---------------- | ----------------- | ----- | ------------------- |
| 2019-2020        |                   |       |                     |
| 15 décembre 2019 | Thaiwoo           | 3e    | Bosses en parallèle |
| 8 février 2020   | Deer Valley       | 2e    | Bosses en parallèle |
| 2020-2021        |                   |       |                     |
| 12 décembre 2020 | Idre Fjäll        | 3e    | Bosses              |
| 5 février 2021   | Deer Valley       | 2e    | Bosses en parallèle |
| 2022-2023        |                   |       |                     |
| 4 février 2023   | Deer Valley       | 3e    | Bosses en parallèle |
| 2023-2024        |                   |       |                     |
| 22 décembre 2023 | Bakouriani        | 3e    | Bosses              |
| 26 janvier 2024  | Waterville Valley | 3e    | Bosses              |
| 8 mars 2024      | Almaty            | 3e    | Bosses              |

### Championnats du monde
Hannah Soar a participé à deux éditions des Championnats du monde, avec une quatrième place en bosses en parallèle à Boukari comme meilleur résultat.
| Épreuve / Édition        | Bosses | Bosses en parallèle |
| ------------------------ | ------ | ------------------- |
| Mondiaux 2021 Almaty     | 10e    | 6e                  |
| Mondiaux 2023 Bakouriani | 8e     | 4e                  |

### Championnats du monde junior
Hannah Soar a participé à trois éditions des Championnats du monde juniors, avec une cinquième place en bosses en parallèle à Åre comme meilleur résultat.
| Épreuve / Édition                  | Bosses | Bosses en parallèle |
| ---------------------------------- | ------ | ------------------- |
| Mondiaux 2016 Åre                  | 5e     | 11e                 |
| Mondiaux 2017 Chiesa in Valmalenco | 11e    | 8e                  |
| Mondiaux 2018 Duved                | 33e    | 10e                 |

### Championnats d'Amérique
Hannah Soar participe aux Championnats d'Amérique de ski acrobatique depuis 2014. Elle compte deux podiums, tous deux acquis lors de l'édition 2019 : deuxième de l'épreuve de ski de bosses et troisième de celle de ski de bosses en parallèle.